# Porosz Hercegség
A Porosz Hercegség történelmi államalakulat volt Kelet-Poroszországban, amelynek területe ma nagyobbrészt Lengyelországhoz, kisebb részt Oroszországhoz tartozik.
A hercegséget 1525-ben hozta létre Brandenburgi Albert, a Német Lovagrend nagymestere. A lovagoknak 1226 óta volt birtokukban a terület, amelyet a balti poroszoktól hódítottak meg. Jelentős területeket engedtek át a lengyel királynak 1466-ban, s hűbéri kötelezettséget vállaltak.
Albert, aki a brandenburgi Hohenzollernek közül való, felvette az evangélikus vallást és világi hercegséget hozott létre, a lovagrendet pedig Németországba űzte.
A lovagok V. Károly német-római császár segítségével 1530-ig több kísérletet tettek a terület visszaszerzésére, de Albert hűségesküt tett II. Zsigmond Ágost lengyel királynak, aki megvédte a németekkel szemben. Poroszország ráadásul eredetileg nem volt része a Német-római Birodalomnak. A különválást a rimini aranybulla szentesítette 1226-ban. Albert szövetségre lépett skandináv államokkal és a protestáns német fejedelmekkel, így egyre erősebb támogatókra talált.
1618-ban a Hohenzollernek itteni ága kihalt, a hercegséget János Zsigmond brandenburgi választófejedelem kapta meg. Országát, a Brandenburgi Választófejedelemséget ettől kezdve Brandenburg–Poroszországnak (Brandenburg–Preußen) is nevezték (1701-ig, a Porosz Királyság kikiáltásáig). A gazdag, stratégiailag jó helyzetű országra Svédország is pályázott, és 1629-ben elfoglalt több kikötőt, ezeket csak 1633-ban adta vissza Lengyelországnak, illetve Poroszországnak.
1655-ben, az északi háború idején a hercegség a svédek mellé állt, akkor a tatárok feldúlták. Az 1660-as olivai béke a hercegség teljes egészét Brandenburg–Poroszországnak ítélte. 1679-ben, a svéd–brandenburgi háborúban Svédország észak felől megkísérelte elfoglalni, de Frigyes Vilmos választófejedelem csapatai gyors ellencsapással felszabadították. A Brandenburgi Választófejedelemség 1701-ben átalakult Porosz Királysággá. A hercegség az új monarchiának is része maradt.